# Удзян
Удзян (на китайски: 乌江; на пинин: Wūjiāng, „черна река“) е река в Южен Китай, в провинции Гуейджоу и Съчуан, десен приток на Яндзъ. С дължина 1018 km (по други данни – 1500 km) и площ на водосборния басейн 86 200 km² река Удзян води началото си на 2328 m н.в. под името Банахъ от западната част на Гуейджоуската планинска земя в най-западната част на провинция Гуейджоу. По цялото си протежение тече през Гуейджоуската планинска земя в тясна и дълбока долина, като образува прагове и водопади, а цялото ѝ течение наподобява изпъкнала на югоизток дъга. В горното си течение последователно носи названията Банахъ, Сицаохъ (до устието на левия си приток Шуйбайхъ), Лючунхъ и Хуанчунхъ, а между устията на реките Санчахъ (десен приток) и Малухъ (десен приток) – Ячихъ. След устието на Малухъ вече под името Удзян тече на североизток, север и северозапад, а в долното си течение, след устието на река Фужундзян (ляв приток), е известна под името Цяндзян и тече на север. Под това име река Удзян се влива отдясно в река Яндзъ, на 137 m н.в., при град Фулин, в провинция Съчуан. Основни притоци: леви – Шубайхъ, Ерхайхъ, Янянхъ, Лючихъ, Лоци, Фужундзян; десни – Санчахъ, Малухъ (горен приток), Юйдзянхъ, Малухъ (долен приток), Адзян, Юйдзян. Подхранването ѝ е предимно дъждовно, с ясно изразено лятно пълноводие в резултат от мусонните дъждове през сезона, като амплитудата на колебанията на речното ниво достига до 26 m. Среден годишен отток – 1750 m³/s. Потенциалните хидроенергийни запаси на реката се оценяват на 8 млн. квт. Плавателна е плитко газещи речни съдове до град Синан. В устието ѝ е разположен град Фулин.